# Вимпел-Комунікації
Вимпел-Комунікації (рос. Вымпел-Коммуникации) — російська телекомунікаційна компанія, заснована в 1992 році, з 2009 року входить до міжнародної групи «VimpelCom Ltd.», обслуговуючу 223 мільйони абонентів в 18-ти країнах світу (станом на грудень 2014 роки). Надає послуги стільникового (GSM, UMTS і LTE) і фіксованого зв'язку, проводового (FTTB) і бездротового (Wi-Fi) високошвидкісного доступу в Інтернет, IP-телебачення фізичним і юридичним особам під торговою маркою «Білайн».
Компанія здійснює діяльність у всіх суб'єктах Російської Федерації і за кордоном: в Киргизії, Казахстані, Україні, Узбекистані, Вірменії, Грузії, Італії, В'єтнамі, Камбоджі, Лаосі, Алжирі, Бангладеш, Пакистані та Зімбабве. Компанія «Вимпелком» надає послуги по всьому світу на території із загальним населенням близько 739 мільйонів чоловік.
У 2008 році аналітиками «J'son & Partners» компанія «ВимпелКом» була визнана світовим лідером за кількістю роумінгових партнерів і по числу роумінгових країн.
У грудні 2012 року ВАТ «Вимпел-Комунікації» придбав 0,1 % до вже наявних 49,9 % акцій торговельної компанії «Євросєть», ставши, таким чином, власником 50 % підприємства. Другу половину активів мережі отримала компанія «Мегафон».